# Geschichte der Photovoltaik

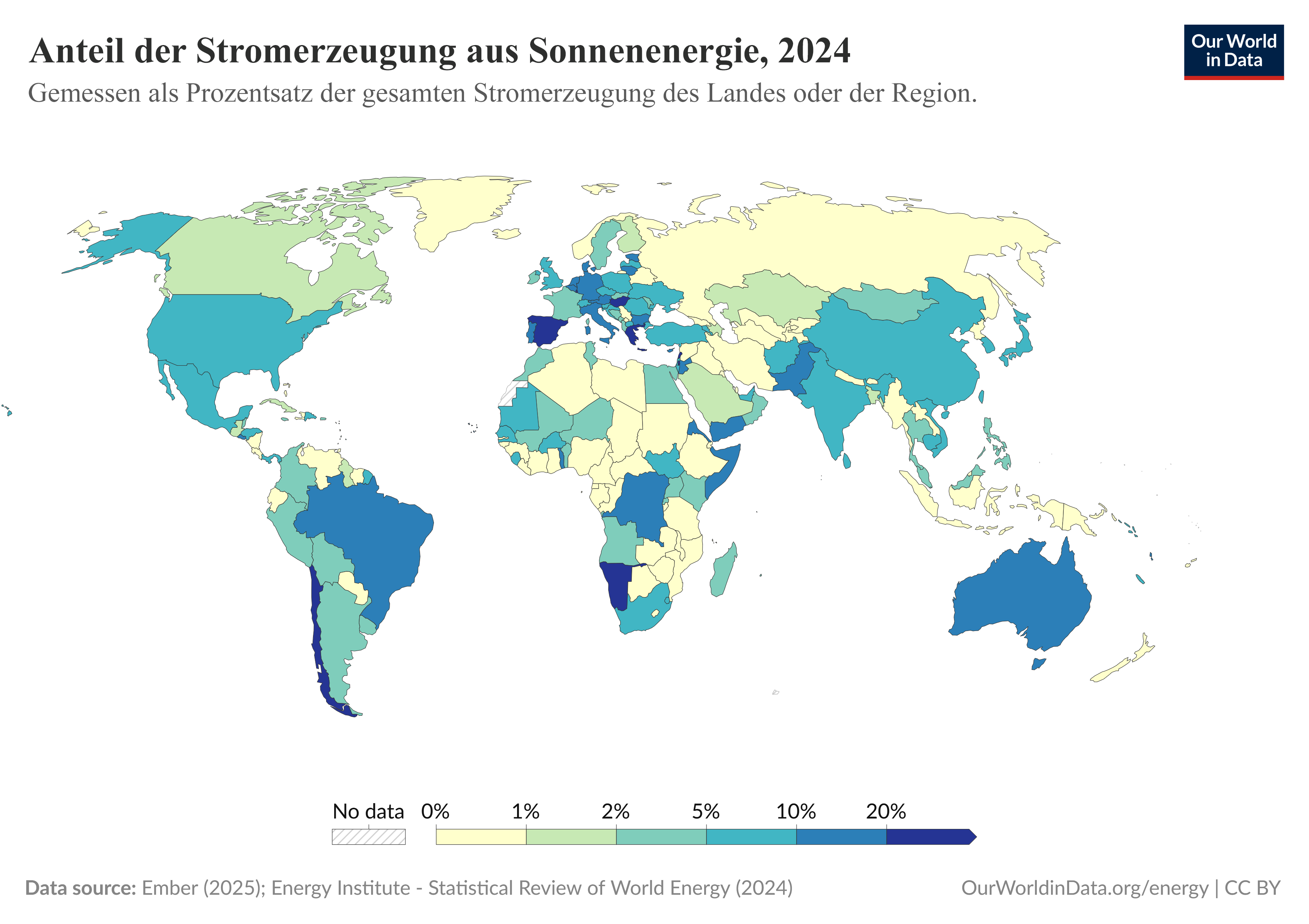
Anteil der Stromerzeugung aus Sonnenenergie an der Gesamterzeugung, 2024. Seit ihrer Entdeckung 1839 hat sich die Photovoltaik nach Schaffung erster praktisch nutzbarer Energiequellen in den 1950ern zu einer weltweit genutzten Stromquelle entwickelt.

Die Photovoltaik dient der direkten Wandlung von einfallendem Licht in elektrische Energie (vgl. Sonnenenergie). Die Geschichte der Photovoltaik beginnt im Jahr 1839, als eine erste Variante des zugrundeliegenden photoelektrischen Effekts durch Alexandre Edmond Becquerel entdeckt wurde. Es dauerte jedoch noch über einhundert Jahre, bis es zu einer Nutzung dieser erneuerbaren Energie in der Energieversorgung kam. In den Jahren 2022, 2023 und 2024 war die Photovoltaik die Stromquelle mit den höchsten Zuwachsraten und hatte 2024 bei einem Zuwachs von 474 TWh mit über 2.131 TWh einen Anteil von 6,9 % an der weltweiten Stromerzeugung (Stand April 2025).

## Die Entdeckung

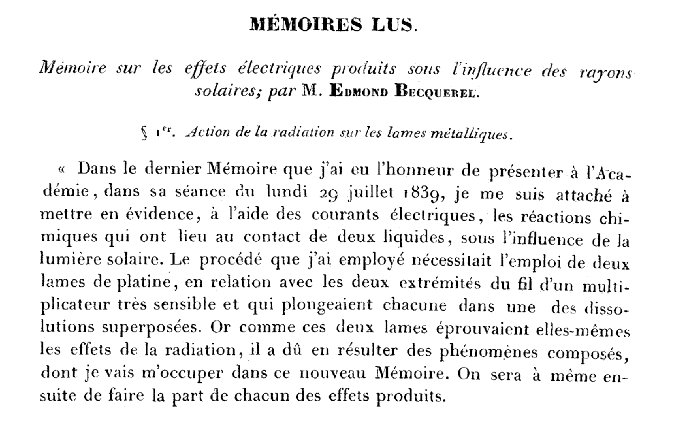
Der erste Absatz der Veröffentlichung „Aufzeichnung über die elektrischen Effekte, die unter dem Einfluss der Sonnenstrahlen erzeugt werden“ von Edmond Becquerel 1839

Im Jahr 1839 stieß Alexandre Edmond Becquerel (1820–1891) bei Experimenten auf den später nach ihm benannten Becquerel-Effekt. Ein spezieller photoelektrischer Effekt, der das Auftreten einer elektrischen Spannung zwischen zwei zunächst gleichen Elektroden in einem Elektrolyten, von denen nur eine belichtet wird, beschreibt. Damit entdeckte er die Entstehung von freien Ladungsträgern durch Licht, die Grundlage der Photovoltaik. Zu einer praktischen Anwendung kam es jedoch erst Generationen später.

## Grundlegende Forschung
1873 entdeckten der britische Ingenieur Willoughby Smith und sein Assistent Joseph May, dass Selen bei Belichtung seinen elektrischen Widerstand veränderte. Willoughby Smith ging mit dieser Entdeckung an die Öffentlichkeit und löste damit weitere Forschungen zu diesem Thema aus.:313
1876 entdeckte dann William Grylls Adams zusammen mit seinem Schüler Richard Evans Day, dass Selen Elektrizität produziert, wenn man es Licht aussetzt. Obwohl Selen nicht geeignet ist, genügend elektrische Energie zur Versorgung damals verwendeter elektrischer Bauteile zur Verfügung zu stellen, war hiermit der Beweis erbracht, dass ein Feststoff Licht direkt in elektrische Energie wandeln kann, ohne den Umweg über Wärme oder kinetische Energie.

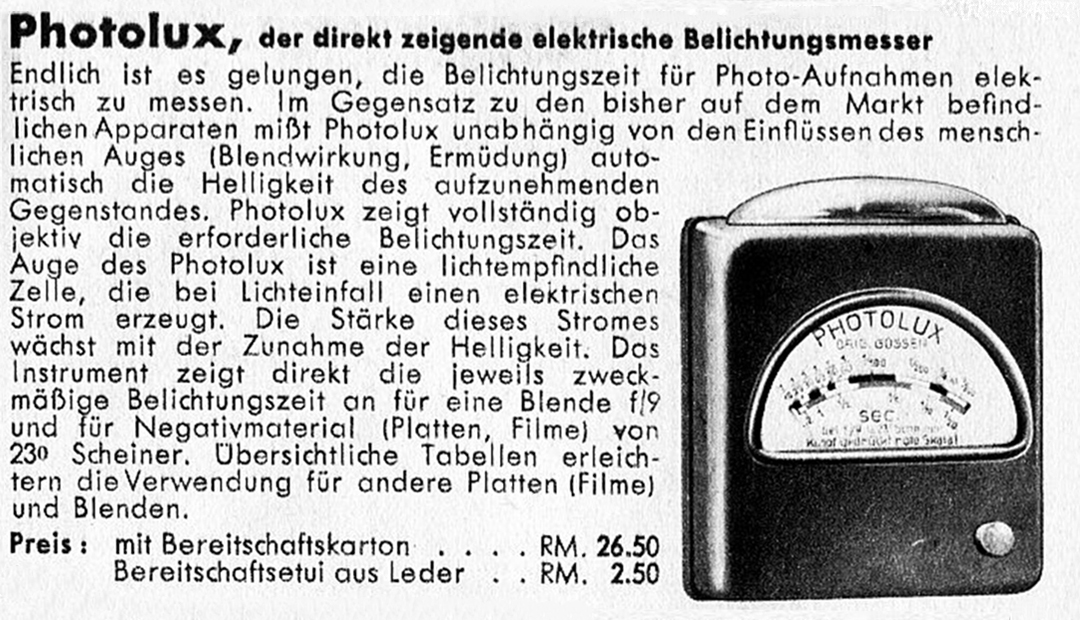
Werbung der Firma P. Gossen für ihren Belichtungsmesser „Photolux“ mit Selenzelle, 1933

 1883 baute der New Yorker Charles Fritts ein erstes Modul aus Selenzellen, den Vorläufer des Photovoltaikmoduls. Das Modul hatte eine Fläche von etwa 30 cm². Die Selenschicht war auf eine Metallschicht aufgebracht und war von einer sehr dünnen Goldschicht bedeckt, die lichtdurchlässig war. Seine Leistung liegt bei 4,9 W/m², der Wirkungsgrad also bei einem halben Prozent, was zu Beginn der Entwicklung von Silizium-Zellen mit handelsüblichen Selenzellen als Vergleichswert ermittelt wurde. Erst jetzt kam es zu grundlegenden Arbeiten über den photoelektrischen Effekt, bei vielen Wissenschaftlern der damaligen Zeit aber auch zu großen Zweifeln an der Seriosität dieser Entdeckung.
Heinrich Hertz (1857–1894) entdeckte ebenfalls 1887 den lichtelektrischen Effekt, dessen genaue Untersuchung er seinem Schüler Wilhelm Hallwachs (1859–1922) übergab. Im gleichen Jahr und unabhängig von Hallwachs kam auch Augusto Righi (1850–1920) zur Entdeckung der Elektronenemission beim Photoeffekt. Zu Ehren der Erkenntnisse von Hallwachs wurde der lichtelektrische Effekt (auch äußerer Photoeffekt genannt) früher auch als Hallwachs-Effekt bezeichnet. Julius Elster (1854–1920) und Hans Friedrich Geitel (1855–1923), die sich zu dieser Zeit mit atmosphärischer Elektrizität befassten, brachten die Veröffentlichungen von Hallwachs und anderen auch zur intensiven Beschäftigung mit dem lichtelektrischen Effekt, die unter anderem 1893 zur Erfindung der Photozelle führte. Auch Philipp Lenard (1862–1947) und Joseph John Thomson trugen am Ende des 19. Jahrhunderts weiter zur Erforschung des lichtelektrischen Effekts bei.
Ein Ergebnis dieser Forschungen – dass die beim Photoeffekt zu beobachtende Energie der austretenden Elektronen von der Frequenz, aber nicht von der Intensität des einfallenden Lichts abhängt – stand im Widerspruch zur Wellentheorie des Lichts und veranlasste Albert Einstein 1905 zu seiner Lichtquantenhypothese und zur Ausarbeitung einer theoretischen Erklärung des lichtelektrischen Effekts, für die er 1921 mit dem Nobelpreis für Physik geehrt wurde. Robert Andrews Millikan (1868–1953) konnte 1912–1916 die Einstein’schen Überlegungen zum Photoeffekt experimentell bestätigen und wurde unter anderem dafür 1923 mit dem Nobelpreis für Physik ausgezeichnet.
Zwei weitere wichtige Schritte für eine zukünftige technische Nutzung der Photovoltaik erfolgten 1916 und 1925. Jan Czochralski (1885–1953) entdeckte 1916 im Metall-Labor der AEG Berlin das nach ihm benannte Czochralski-Kristallziehverfahren. Es wurde erst in den 1940er Jahren weiterentwickelt und kam in den 1950er Jahren mit dem steigenden Bedarf nach Halbleiterbauteilen in größerem Maßstab zur praktischen Anwendung. David Prince veröffentlichte 1925 in der GE Review seinen Artikel The Inverter, in dem er nicht nur den Begriff „Inverter“ (deutsch „Wechselrichter“) einführte, sondern auch fast alle wichtigen Elemente, die für moderne Wechselrichter erforderlich sind, beschrieb.
Eine erste breite Anwendung fand die Photovoltaik – die direkte Wandlung von einfallendem Licht in elektrische Energie – ab 1932, als batterieloser Belichtungsmesser. In diesen Geräten lieferten Selenzellen den Strom für ein Drehspulmesswerk. Die Stärke des Stroms und damit der Ausschlag des Drehspulmesswerks wuchs „mit der Zunahme der Helligkeit“. Belichtungsmesser dieser Art wurden etwa zeitgleich von Weston Electrical Instrument in den USA und P. Gossen in Deutschland entwickelt. Das Modell Photolux von Gossen wurde auf der Leipziger Frühjahrsmesse 1933 in den Handel gebracht.

## Photovoltaische Zellen

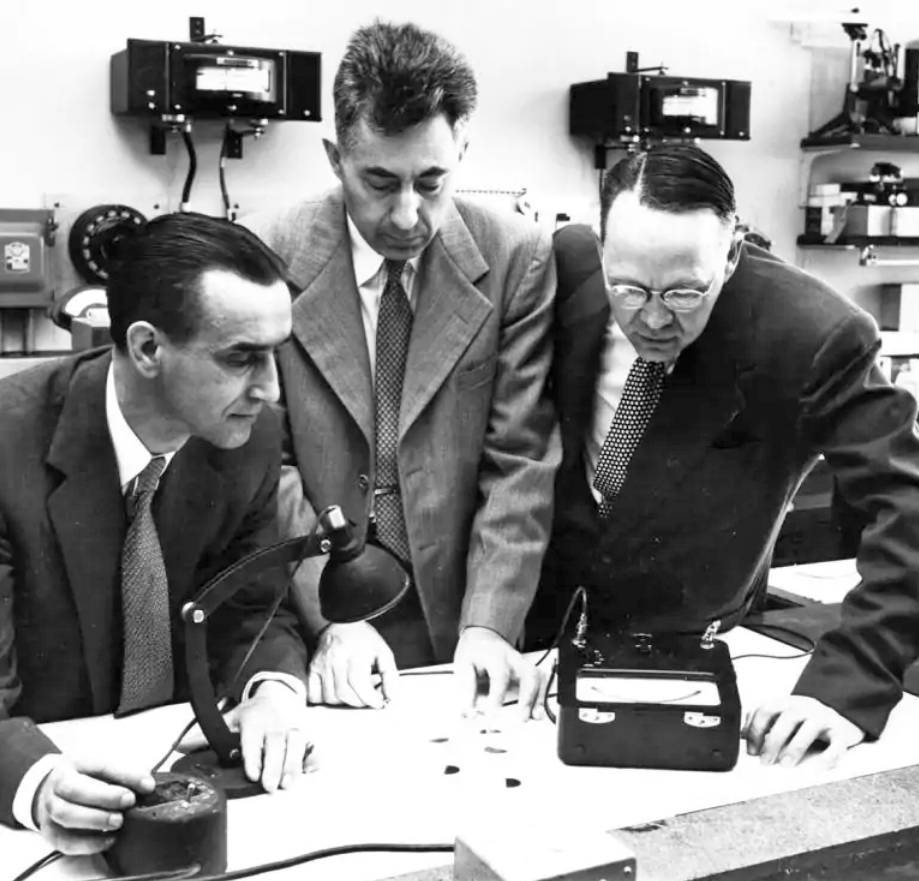
Die Erfinder der Silizium-Solarzelle G. Pearson, D. Chapin und C. Fuller (v.l.n.r) 1954 in den Bell Laboratories

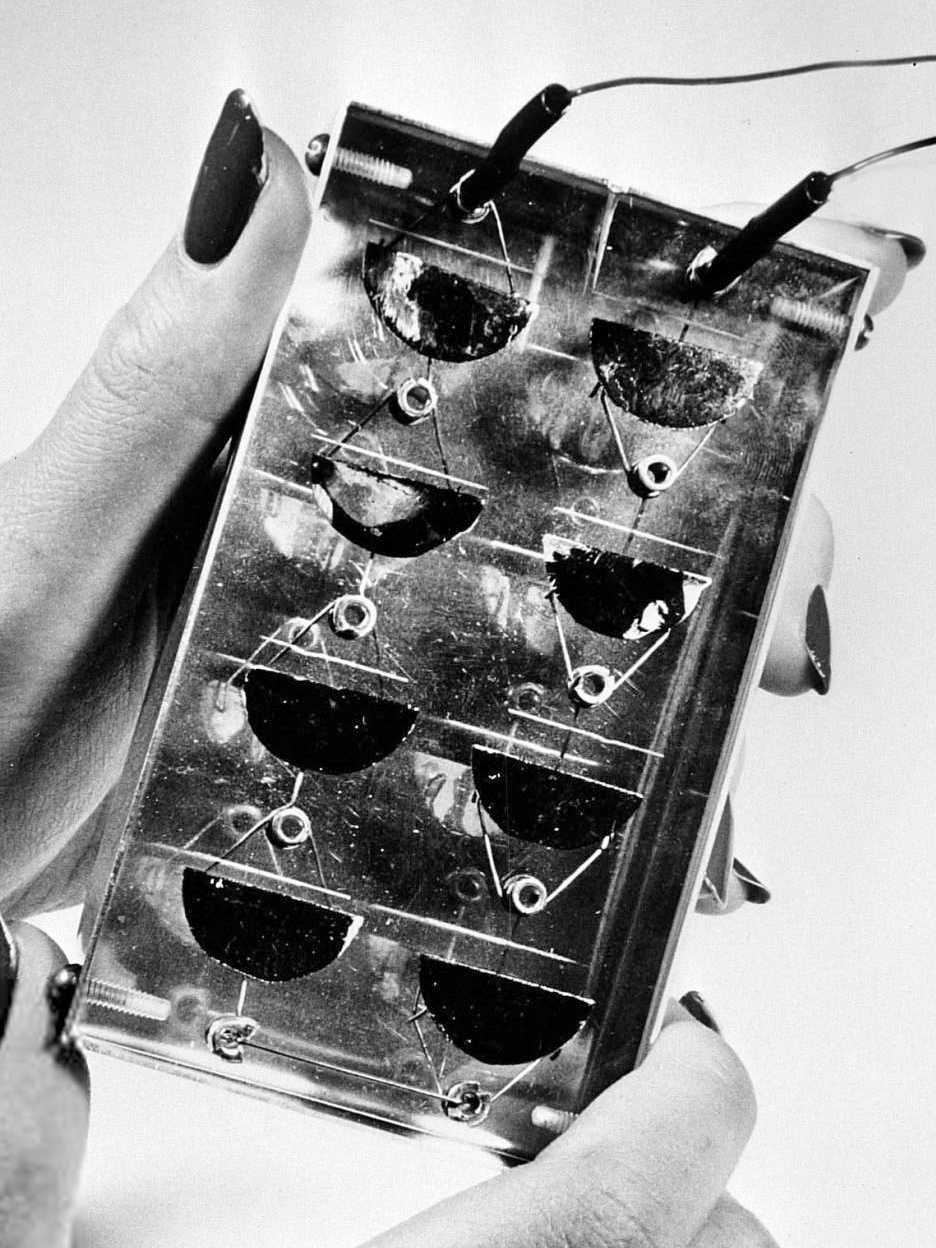
Die 1954 vorgestellte „Solarbatterie“. Die ersten Silizium-Solarzellen in diesem Solarmodul lieferten 60 W/m²

Im Jahr 1934 wurde an einer dünnen Solarzelle geforscht, die Kupfer(I)-oxid, auch Cuprit oder Kupferoxydul genannt, auf der Oberfläche einer Kupferanode als Halbleiter nutzte. Zur Ableitung der Ladungsträger von der Oxidoberfläche und zum Schutz vor Umwelteinflüssen bestand die Kathode aus einem leitfähigen wie auch lichtdurchlässigen Kupferfilm. Autoren der Modern Mechanix nahmen an, irgendwann 33 W/m² waagerecht installierter Solarzellenfläche zu erreichen (86.300 kW pro mi²). Als mögliche Anwendung waren zu der Zeit bereits Hausdächer aus Solarzellen und autarke Energieversorgungen (Inselsysteme) angedacht, z. B. bei Luftschiffen. Undotiert produziert die Zelle 12,5 mW/m². Durch eine Dotierung des Metalloxids und die (erst sehr viel später entwickelte) Feldeffekt-Technologie für Solarzellen (SFPV, entwickelt 2012) kann die Effizienz verbessert werden.
1940 stellte Russell S. Ohl (1898–1987) bei Versuchen unerwartet fest, dass bei Beleuchtung einer von ihm untersuchten Siliziumprobe das angeschlossene Messgerät eine Änderung anzeigte. Er bemerkte, dass durch die Beleuchtung des Siliziums ein Strom erzeugt werden konnte. Durch weitere Untersuchungen konnten die Ergebnisse bestätigt werden. Im Jahre 1941 wurde die Erfindung zum Patent angemeldet. Ohl war bei den Bell Laboratories auch an der Entdeckung beteiligt, bei Halbleitern durch gezielte Dotierung mit Fremdstoffen die elektrischen Eigenschaften zu ändern und so einen p-n-Übergang zu schaffen.
1948 kam es zu einem ersten Konzept der Halbleiter-Photovoltaik mit Schottky-Dioden durch Kurt Lehovec (1918–2012), und 1950 erstellte William Bradford Shockley (1910–1989) ein theoretisches Modell für den p-n-Übergang und schuf damit auch die Voraussetzung für das Verständnis der heutigen Solarzellen als Photodioden.
| Jahr | Solarzellen- material | Verwendung / Projekt | Leistung [W/m²] | Wirkungs- grad |
| ---- | --------------------- | -------------------- | --------------- | -------------- |
| 1883 | Selen                 | Forschung            | 4,9             | 0,5 %          |
| 1934 | Kupfer(I)-oxid        | (Schätzung)          | 33              | 3,3 %          |
| 1953 | Silizium              | Forschung            | 40              | 4,0 %          |
| 1954 | Silizium              | erstes Serienmodul   | 60              | 6,0 %          |
| 1958 | Silizium              | Vanguard 1           | 67              | 6,7 %          |
| 1986 | Silizium              | gekoppelte PV-Anlage | 120             | 12,0 %         |
| 2000 | Silizium              | Serienmodul          | 154             | 15,4 %         |
| 2025 | Silizium              | Serienmodul          | 226             | 22,6 %         |

Die Bell Laboratories in New Jersey waren in diesen Jahren eines der weltweit aktivsten und erfolgreichsten Forschungslaboratorien. 1953 wurden dort von Daryl Chapin (1906–1995), Calvin Souther Fuller (1902–1994) und Gerald Pearson (1905–1987) kristalline Silizium-Solarzellen, jeweils zirka 2 cm² groß, mit Wirkungsgraden von über 4 Prozent produziert – eine Zelle erreichte sogar 6 Prozent Wirkungsgrad. Am 25. April 1954 wurden die Ergebnisse als neues elektrisches Bauelement der Öffentlichkeit präsentiert. Die New York Times brachte die Vorstellung des „Solarbatterie“ genannten Solarmoduls am nächsten Tag mit der Überschrift „Die enorme Kraft der Sonne wird durch Batterie mit Sandanteil genutzt“ auf der Titelseite. Die Leistung der verwendeten Solarzellen wurde mit 60 W/m² beziffert („ … can deliver power from the sun at the rate of 50 watts a square yard of surface“). Die Solarzellen hatten einen definierten p-n-Übergang und gute Kontaktierungsmöglichkeiten, wodurch erstmals wichtige Voraussetzungen für die industrielle Produktion gegeben waren. 2002 wurde eine 1955 von den Bell Laboratories hergestellte, eingekapselte und damals mit 6 Prozent Wirkungsgrad vermessene Zelle erneut vermessen und wies noch 5,1 Prozent Wirkungsgrad auf. Nach weiteren Verbesserungen konnte der Wirkungsgrad von Solarzellen auf bis zu 11 Prozent gesteigert werden.
Der erste technische Anwendungstest der „Bell-Solarbatterie“ war ab Oktober 1955 die Stromversorgung von Telefonverstärkern. Dabei stellte sich die Technologie zu diesem Zeitpunkt aufgrund der hohen Herstellungskosten für die Solarmodule als zu teuer heraus.:49–56
Die Hoffman Electronics Corporation war die einzige Firma in America, die von Bell eine Lizenz für Silicium-Solarzellen erwarb, eine Serienproduktion aufbaute und ab 1955 in der Lage war, Solarzellen herzustellen. Bis 1960 verbesserte die Firma den Wirkungsgrad von Silicium-Solarzellen von 2 auf 14 Prozent. Sie lieferte ab 1958 die Zellen für die ersten damit ausgerüsteten amerikanischen Satelliten.

## Anwendungen im Weltall

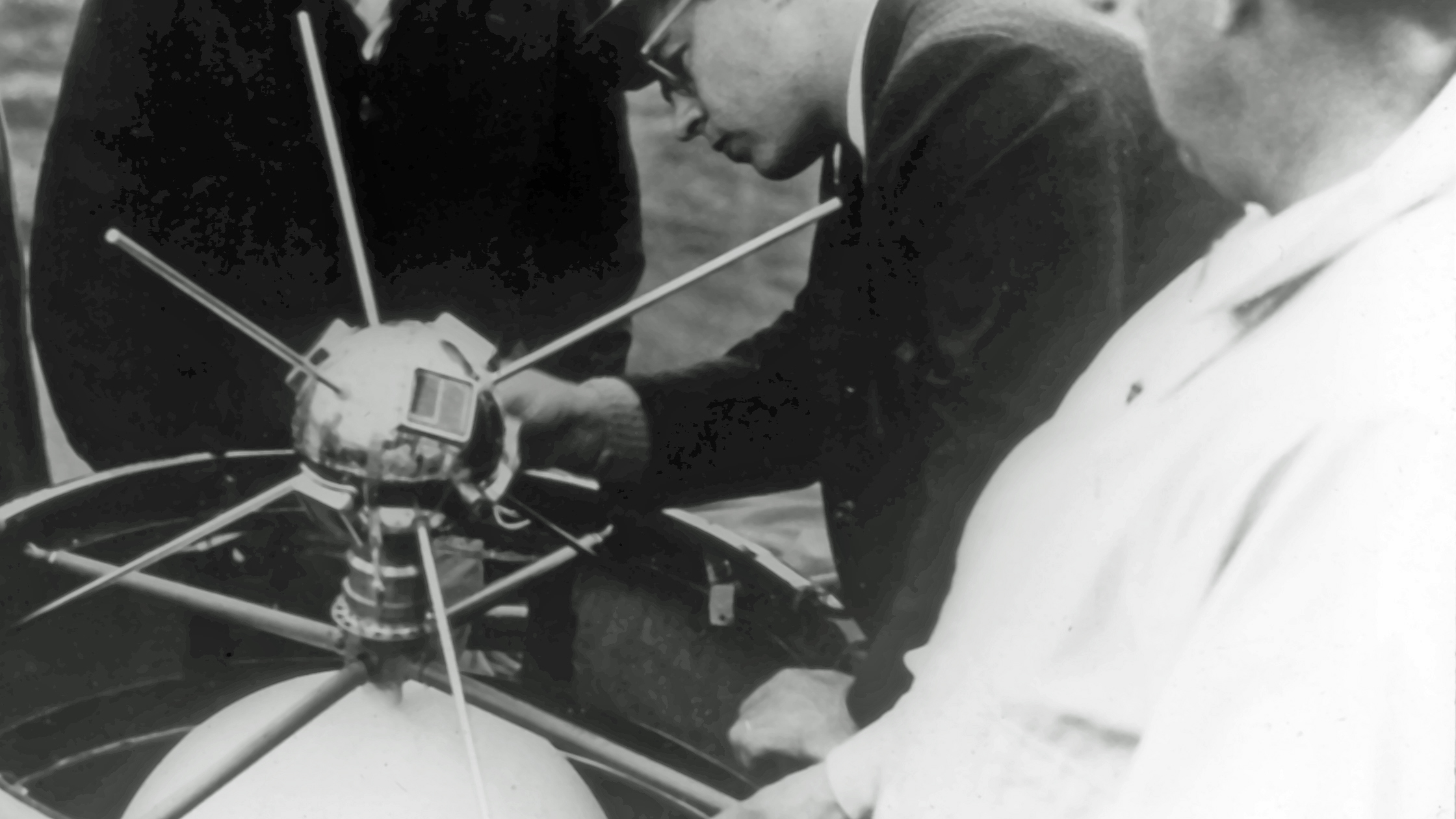
Vanguard-I-Entwickler montieren 1958 den kugelförmigen Satelliten, der einen Durchmesser von 16,5 cm hat, in die Raketenspitze. Eins der sechs rechteckigen Solarmodule, die auf der Kugel angebracht sind und einige Milliwatt Leistung bringen, ist gut zu erkennen.

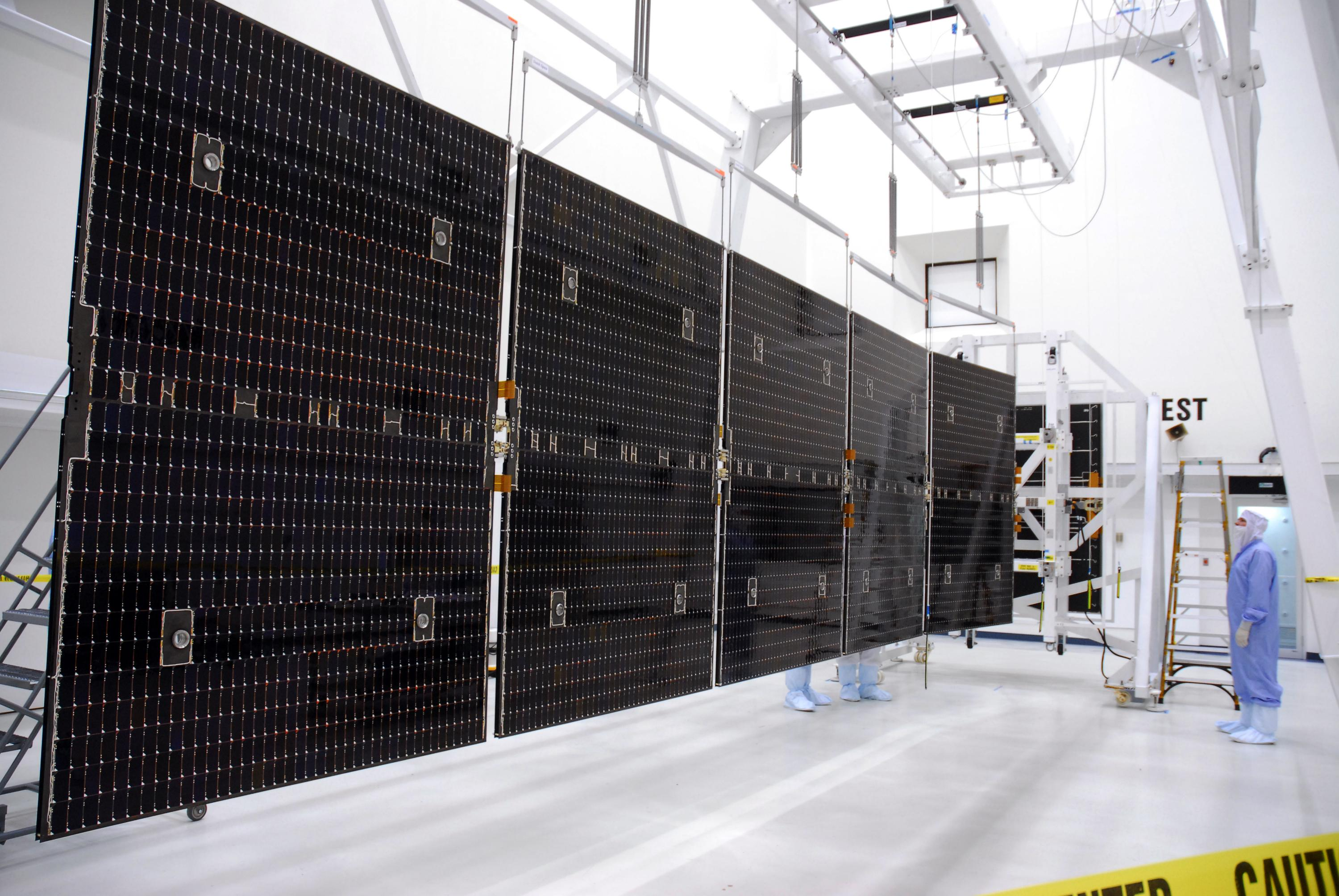
Ein Solarzellenpaddel der Raumsonde Dawn mit 5 kW Leistung, 2007

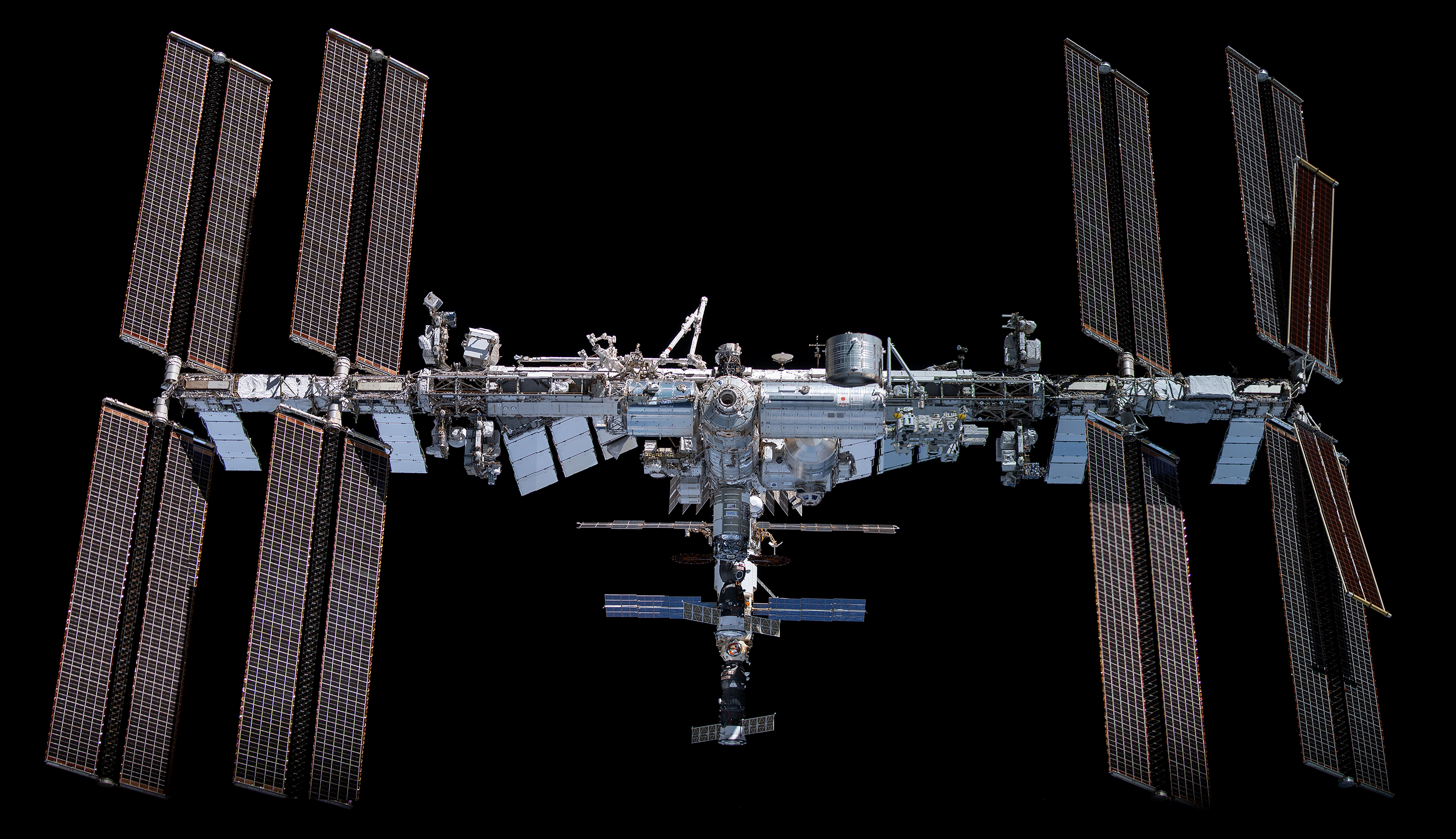
Die Internationale Raumstation hat eine Solarzellengesamtleistung von über 215 Kilowatt Peak (Stand 2023)

Am 17. März 1958, als die USA nach dem Sputnik-Schock bereits erfolgreich den Satelliten Explorer 1 in eine Erdumlaufbahn gebracht hatten, war der zweite Satellit der USA namens Vanguard 1 zur Stromversorgung im All neben einer chemischen Batterie mit sechs ungefähr 25 cm² großen Solarmodulen zum Betrieb eines Senders an Bord ausgerüstet. Die Module waren aus monokristallinen Silizium-Solarzellen aufgebaut und als Gesamtleistung wurde rund 1 Watt Peak (67 W/m²) angegeben. Nach langem Zögern seitens der US-Armee hatte sich Hans Ziegler (1911–1999) mit seiner Idee durchsetzen können, dass eine Energieversorgung mit Solarzellen den Betrieb des Senders länger gewährleisten würde als der Einsatz von Batterien. Entgegen den Erwartungen der Militärs konnten die Signale des Solarzellen betriebenen Senders über sechs Jahre bis Mai 1964 empfangen werden, der Batterie-betriebene Sender hatte lediglich drei Monate bis Juni 1958 funktioniert. 1963 wurde Ziegler als „Wegbereiter für Kommunikationssatelliten und für Solarenegiesysteme zum Betrieb von Satelliten“ mit dem Meritorious Civilian Service Award geehrt. Aufgrund der langen Messdauer konnte anhand der Flugbahn von Vanguard I das Massenverteilungsmodell der Erde und damit die Gestalt der Erde auf eine bis dahin nicht zu erreichende Genauigkeit korrigiert werden, und es wurde klar, dass die Erde nicht exakt kugelförmig ist.
Der Erfolg dieses kleinen Satelliten und die daran beteiligten Wissenschaftler legten den Grundstein für die erste sinnvolle Verwendung der bis dahin noch nahezu unbekannten und vor allem sehr teuren Solarzellen. Für viele Jahre wurden in der Folge Solarzellen vorwiegend für Raumfahrtzwecke weiterentwickelt, da sie sich als ideale Stromversorgung für Satelliten und Raumsonden, die bis Marsentfernung von der Sonne eingesetzt wurden, bewiesen. Die dadurch gegenüber dem Batteriebetrieb ermöglichte lange Nutzungsdauer der Raumflugkörper überwog den immer noch hohen Preis der Solarzellen je Kilowattstunde bei weitem. Darüber hinaus waren und sind Solarzellen gegenüber Radioisotopengeneratoren, die ähnlich lange Einsatzzeiten erlauben, billiger und risikoärmer. Die meisten Raumflugkörper wurden und werden daher mit Solarzellen zur Energieversorgung ausgestattet.:49–56
Im Weltraum werden spezielle Solarzellen mit Halbleitermaterialien wie Galliumarsenid eingesetzt, die Wirkungsgrade von über 30 Prozent haben (s. u. „Zertifizierte Umwandlungs-Wirkungsgrade“). Solarzellen mit erhöhtem Wirkungsgrad liefern mehrere Kilowatt Leistung für Nachrichtensatelliten mit über 30 Transpondern zu je etwa 150 Watt Sendeleistung oder stellen sogar die Antriebsenergie für Ionentriebwerke von Raumsonden zur Verfügung. Die Raumsonde Juno, die im August 2011 startete, bezieht sogar erstmals in einer Umlaufbahn um den Planeten Jupiter ihre Energie aus besonders effizienten und strahlungsresistenten Solarzellen.
Am 3. Januar 2023 brachte eine Rakete des US-Raumfahrtunternehmens SpaceX einen Testsatelliten ins All, den „Space Solar Power Demonstrator“ (SSPD). Zweck dieses Satelliten vom California Institute Of Technology (Caltech) ist, eine neue Form der Stromgewinnung zu testen. Dabei soll der Satellit mittels Photovoltaik Strom erzeugen und diesen drahtlos zur Erde übertragen. Diese Form der Stromgewinnung bezeichnet man als Weltraumgestützte Solarenergie (space-based solar power, SBSP).

## Nutzung auf der Erde

### Entwicklung terrestrischer Photovoltaik-Technologie und -Anwendungen

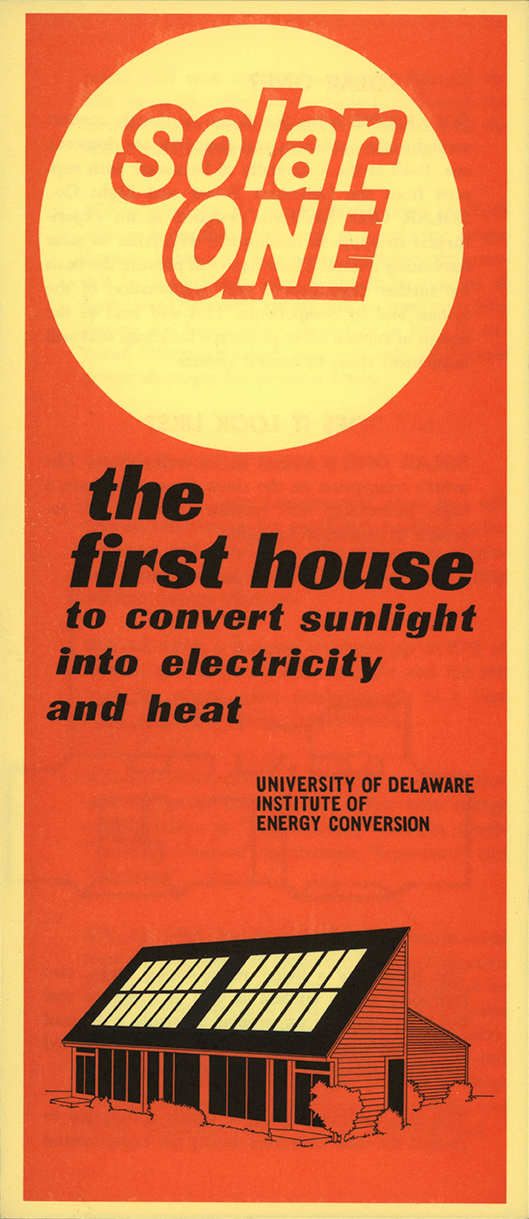
Das erste Haus mit einer gebäudeintegrierten Photovoltaikanlage, Solar One (Logo des Institute of Energy Conversion, 1973)

Durch die erfolgreiche, wartungsfreie Langzeitstromversorgung, wie sie durch die Raumfahrt nachgewiesen war, wurden auch Behörden und Firmen auf die Photovoltaik aufmerksam. Bereits 1963 brachte Kienzle die Tischuhr „Heliomat“ heraus; dazu wurde bei einem batteriebetriebenen elektromechanischen Uhrwerk die Batterie durch einen Akku ersetzt, der durch Solarzellen in der Gehäuseoberseite aufgeladen wurde. Kurz darauf erschienen ähnlich konzipierte Uhren von Patek Philippe („Solartischuhr“), Junghans („Ato Lux“) und Seiko („Photo-Electronic“).
Die japanische Firma Sharp baute ab 1963 eine Großserienproduktion von Solarzellen auf und die Japan Coast Guard nutzte ab 1966 die nicht für die Raumfahrt geeigneten Zellen als Energiequellen für die Off-Grid-Stromversorgungen von Leuchtfeuern. Der Leuchtturm auf der Insel Ogami (33° 10′ 44,4″ N, 129° 19′ 56″ O) wurde mit dem damals größten Solargenerator von 225 Watt Peak (Wp) ausgestattet.:45
Diesem Beispiel folgten Ölfirmen, die ebenso Bedarf an Off-Grid-Stromversorgungen hatten. Exxon investierte daher 1968 in die Solar Power Corporation, um Solarzellen für Warn- und Signalbeleuchtungen von Off-Shore-Anlagen und Korrosionsschutz für Pipelines selbst preiswerter herzustellen.:57–70 In der Folge wurden Solarmodule mit wiederaufladbaren Batterien eine Standardanwendung zum Betrieb von Signalanlagen auf kleinen unbemannten Ölbohrinseln im Golf von Mexiko. Sie ersetzten als kostengünstigere und wartungsärmere Variante die vorher verwendeten großen Batterien, die im Abstand weniger Monate personalaufwändig und kostenintensiv getauscht werden mussten.

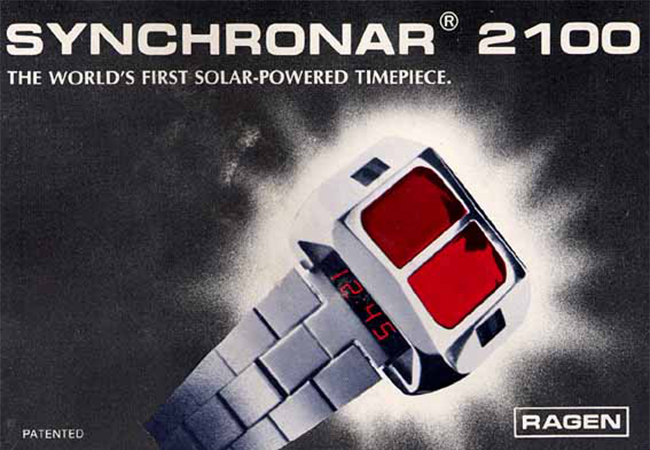
Deckblatt der Bedienungsanleitung der Synchronar 2100 (im Handel seit 1972)

Der Erfolg der Solarzellen, die um 1970 ausgereiften Quarzuhren und die gleichzeitig entwickelte Large Scale Integration (LSI) integrierter Schaltkreise inspirierten Roger Riehl zur Entwicklung der ersten ausschließlich durch Photovoltaik betriebenen Armbanduhr. Die Synchronar 2100 kam 1972 auf den Markt und hatte nach 14 Stunden Ladung im Sonnenlicht eine mehrmonatige Gangreserve.
Mit der Ölkrise 1973 wurde das Interesse an anderen Energien deutlich stärker, doch noch wurden große, zentrale Kernkraftwerke als die beste Lösung für eine flächendeckende Energieversorgung gesehen. Seit Mitte der 1970er Jahre wurden dann erstmals mehr Solarzellen für terrestrische Zwecke als für den Einsatz in der Raumfahrt hergestellt.:4–5
An der University of Delaware entstand 1973 das Solar One-Projekt, das erste Haus mit einer gebäudeintegrierten Photovoltaikanlage. Solar One (39° 40′ 37,6″ N, 75° 44′ 36,2″ W) steht mit zurückgebauter Photovoltaik in der South Chapel Street, Newark, Delaware.

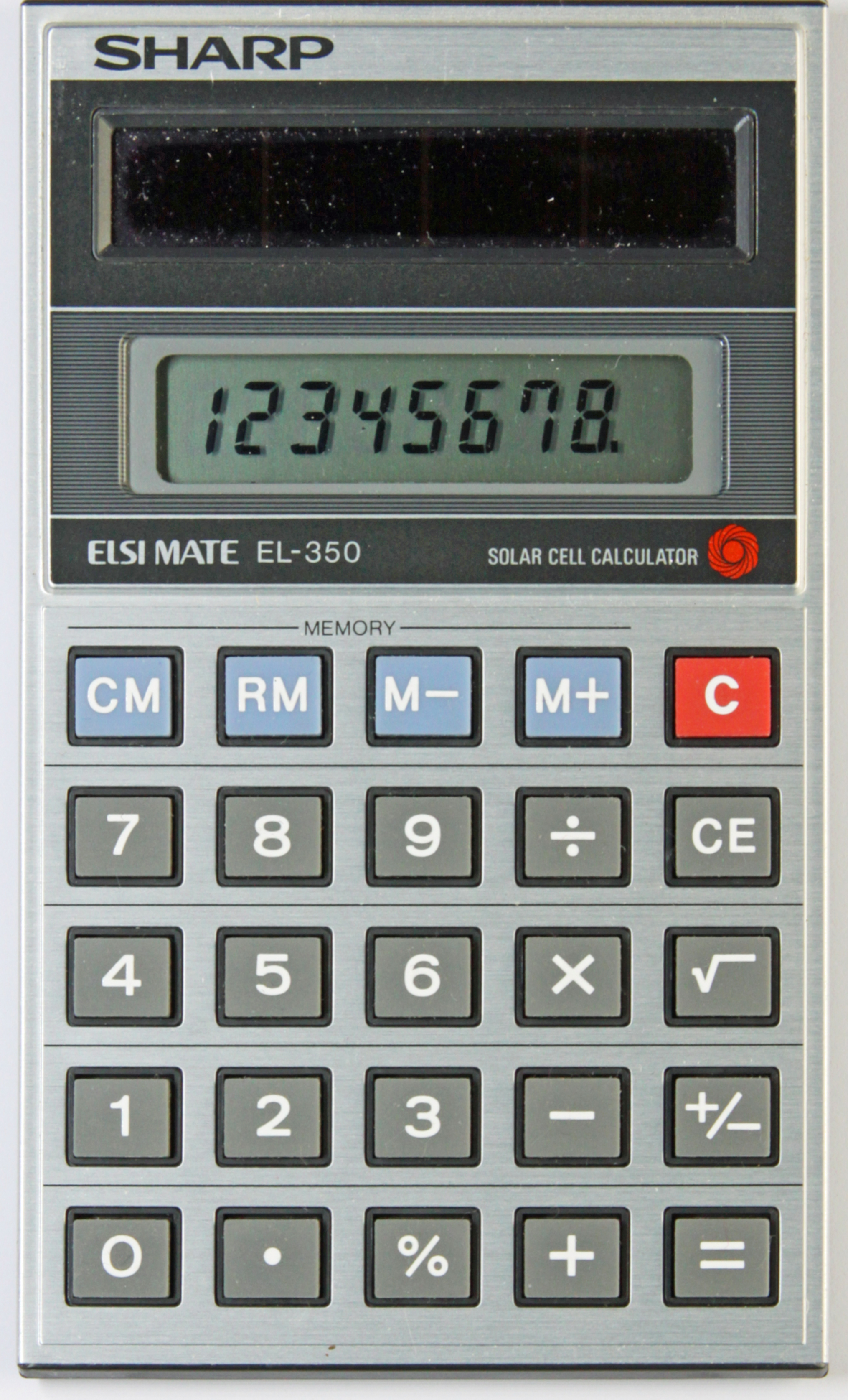
Der erste mit Solarzellen betriebene Taschenrechner wurde 1976 von Sharp angeboten (im Bild ein Sharp EL-350, ein Modell der 1980er Jahre)

1976 entschied sich die australische Regierung, das gesamte Telekommunikationsnetz im Outback mit photovoltaisch gestützten Batteriestationen zu betreiben. Einrichtung und Betrieb waren erfolgreich und ließen das Vertrauen in die Solartechnologie deutlich ansteigen. Ebenfalls 1976 wurde der erste von Solarzellen betriebene Taschenrechner – und damit das erste photovoltaische Massenprodukt – auf dem Markt angeboten, der EL-8026 Sun Man von Sharp.
1977 wurde in den USA an den Sandia National Laboratories (Albuquerque, New Mexico) ein Solarmodul mit dem Ziel entwickelt, eine potenziell kostengünstige Technologie für photovoltaische Energiewandlung auf der Erde vorzuführen, die nicht mehr nur auf Sonderanfertigungen basierte. Zu diesen Entwicklungen gehörte auch ein Teststand für Solarwechselrichter.:29
Der katastrophale Störfall im Atomkraftwerk auf Three Mile Island bei Harrisburg in den USA Ende März 1979 und die Ölkrise im Spätherbst desselben Jahres gaben den regenerativen Energien weiteren Aufwind.
Im April 1981 lieferte beim schweizerischen Institut für Reaktorforschung (EIR) auf Initiative des EIR-Mitarbeiters Markus Real erstmals in Europa eine Photovoltaik-Anlage Strom in das öffentliche Netz.:12–13 Die Anlage hatte ARCO Solar Solarmodule mit einer Leistung von 1,2 kWp, der Wechselrichter wurde vom EIR-Mitarbeiter Georg von Tobel speziell für dieses „Solarkraftwerk ... im Netzverbund“ gebaut.:14, 29
Später in den 1980ern wurden von der US Coast Guard (Küstenwache), auf Initiative ihres Angestellten Lloyd Lomer, alle Signalanlagen und Navigationslichter auf photovoltaische Energieversorgung umgestellt. Vorher hatten die Betriebskosten dieser Anlagen die Anschaffungskosten bei weitem überschritten. Durch die Photovoltaik wurden die Betriebskosten drastisch reduziert und die Anschaffungskosten für die teureren Photovoltaikanlagen amortisierten sich schnell.
Nun kam es auch zu ersten größeren kommerziellen Aktivitäten in den USA, wodurch die USA 1983 einen Anteil am Weltmarkt der Photovoltaik von zirka 21 Prozent erzielten. Bis zu diesem Zeitpunkt gab es im Photovoltaik-Markt vorwiegend Lösungen für Inselanlagen und Planungen für photovoltaische Großanlagen. 1982 wurde in Kalifornien die erste 1-MW-Anlage in Betrieb genommen, 1985 erreichte ein Solarpark im Gebiet des Carrizo Plain National Monument 5,2 MW.

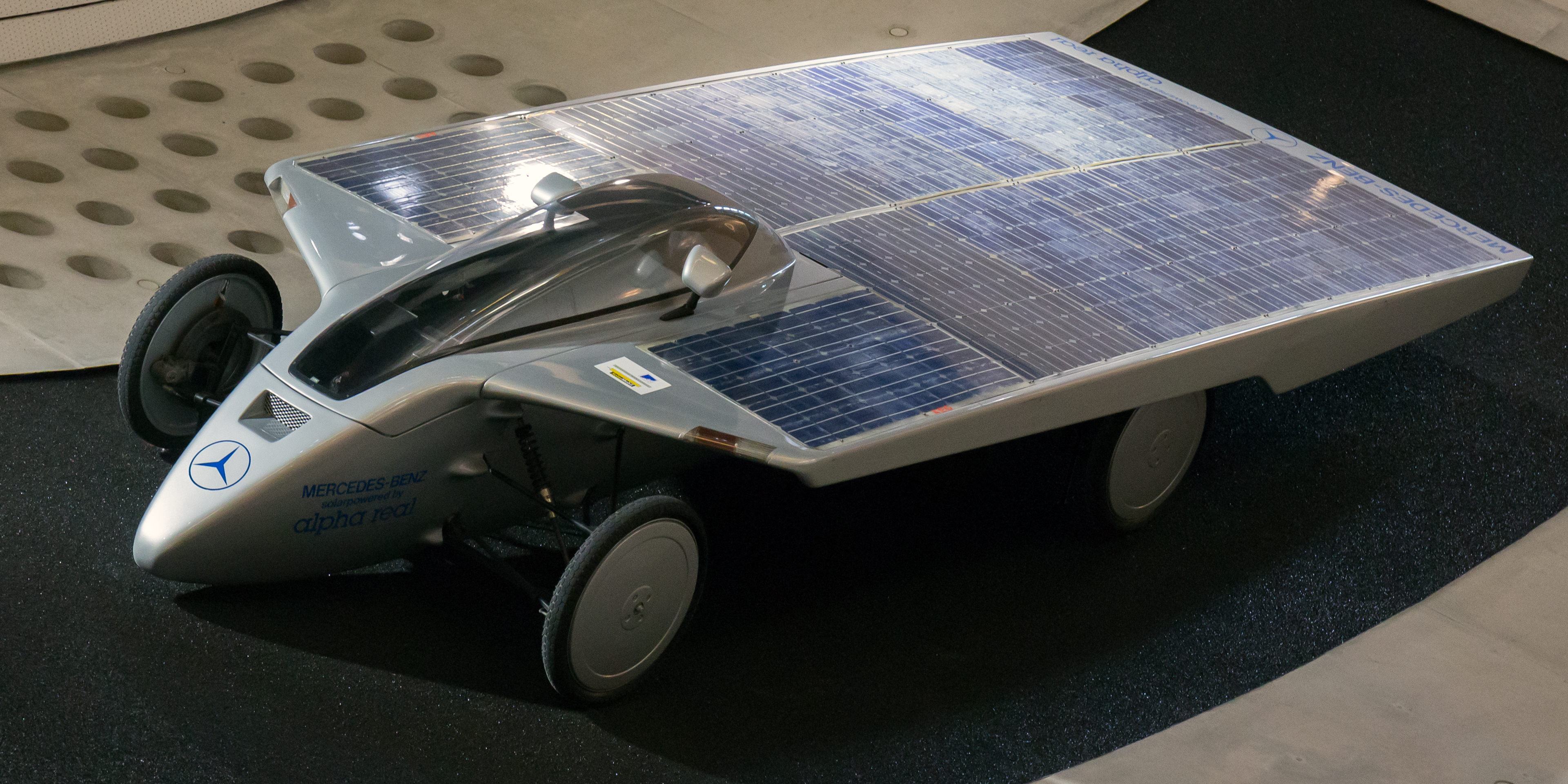
Der Mercedes-Benz alpha real, Sieger der Tour de Sol 1985 im Mercedes-Benz Museum

In der Schweiz wurde 1985 von Josef Jenni mit der Tour de Sol das erste Rennen für Solarfahrzeuge veranstaltet. Die Veranstaltung wurde bis 1993 wiederholt und in den Kategorien um „Seriensolarmobile“, „serientaugliche Prototypen“ und „batteriebetriebene Elektroautos mit einer regulären Verkehrszulassung“ erweitert. Für die 1985 teilnehmenden Fahrzeuge galten für die Solarzellen und Batterien eine definierte maximale Leistung von 480 Wp beziehungsweise eine Kapazität von 4,8 kWh. Gewonnen hat das Solarfahrzeug Mercedes-Benz alpha real des Automobilherstellers Mercedes-Benz und dem Schweizer Ingenieurbüro alpha real des Ingenieurs Markus Real.
Seit der Erfindung der Silizium-Solarzelle 1954 wurde die Photovoltaik-Leistung pro Quadratmeter von Solarmodulen stetig verbessert. Allein im 21. Jahrhundert ist sie für Standard-Silizium-Solarmodule von 154 Wp/m² im Jahr 2000 auf einen Wert von durchschnittlich 226 Wp/m² im Jahr 2025 gestiegen.

### Netzgekoppelte Stromerzeugung im Alltagsbetrieb

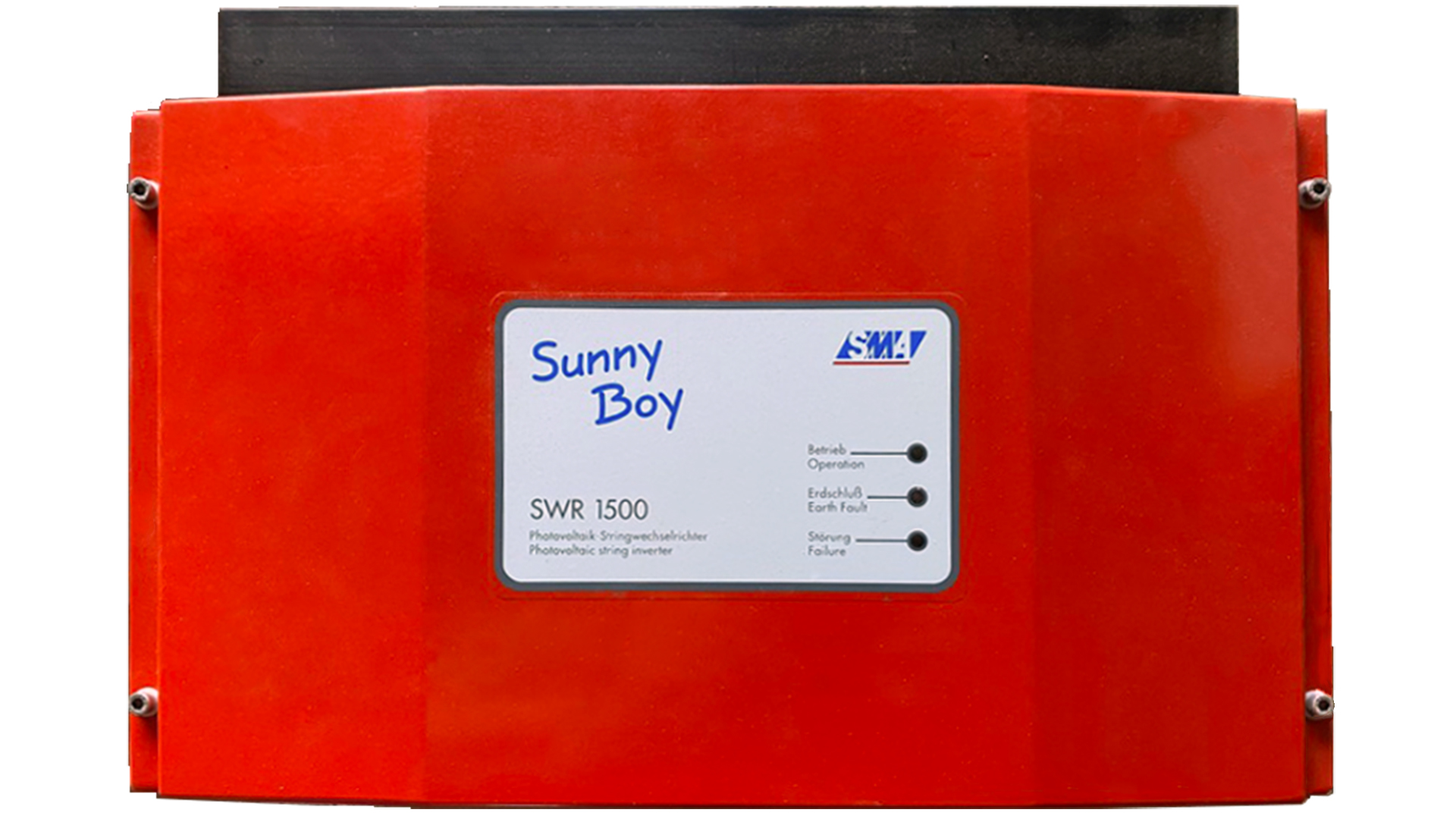
Transformatorloser String-Wechselrichter mit integriertem allstromsensitiven Fehlerstromschutzschalter, Baujahr 1997

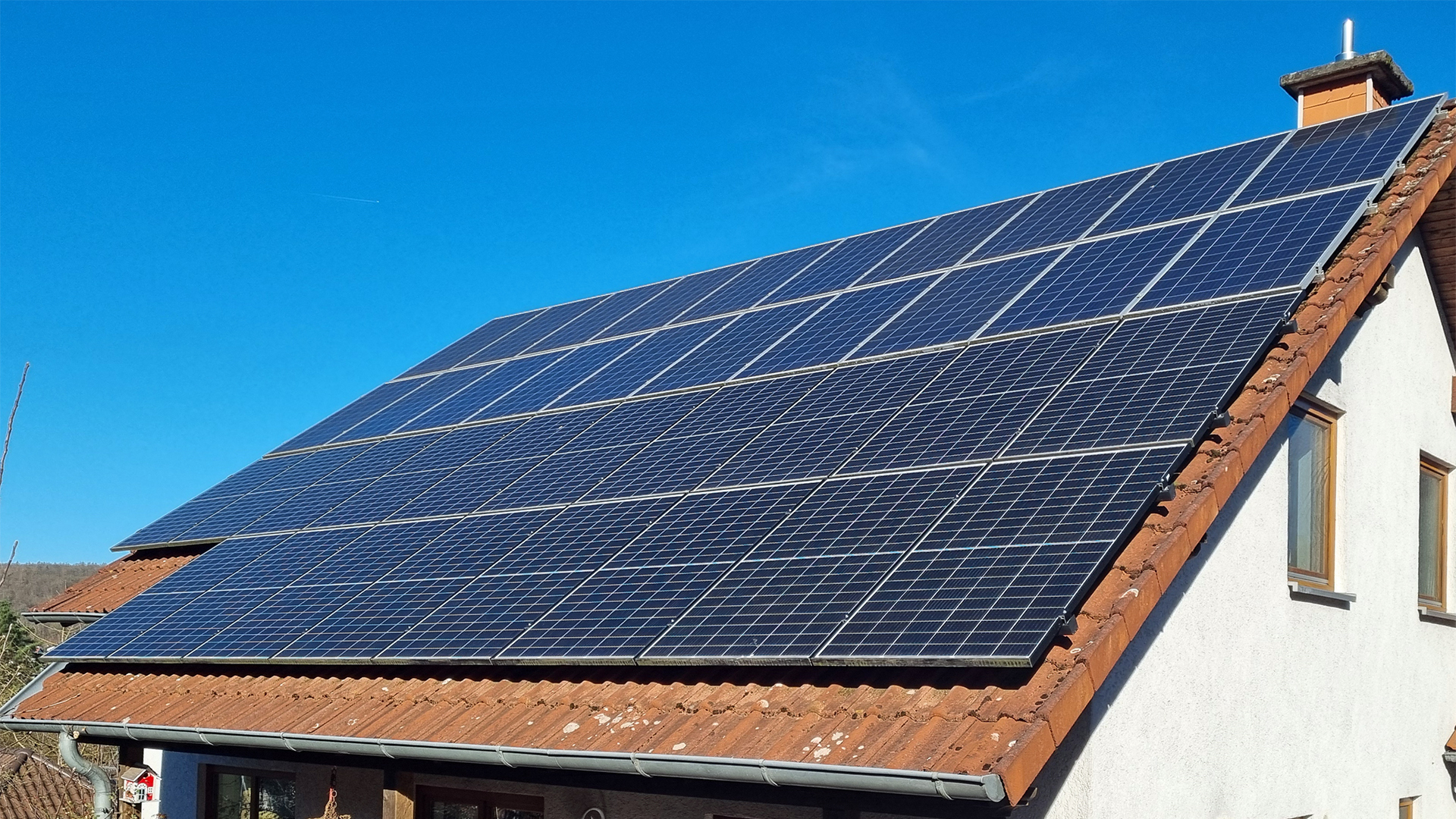
PV-Generator (11,5 kW_{p}) einer 2018 installierten und 2021 erweiterten Eigenverbrauchsanlage, deren Überschussstrom ins öffentliche Netz eingespeist wird.

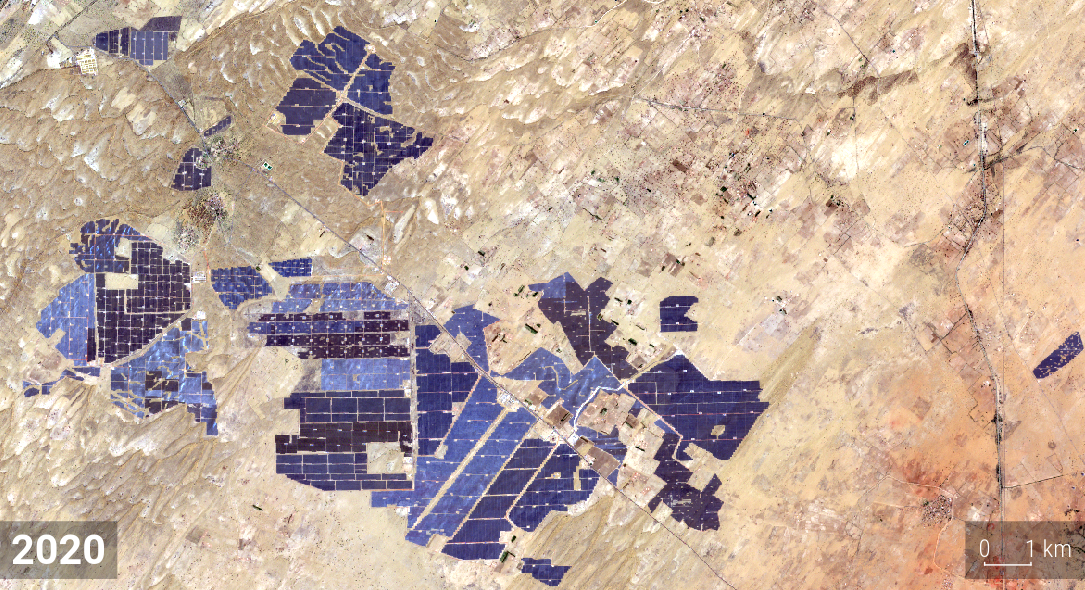
Solarpark Bhadla (2245 MW_{p}) in Indien, Satelliten-Bild von 2020

Die ersten netzgekoppelten PV-Anlagen der 1980er Jahre, z. B. bei den Sandia National Laboratories in Albuquerque, waren Forschungs- und Demonstrationsanlagen im ständig kontrollierten Betrieb und für den Alltagsbetriebs in Haushalten nicht geeignet. Bezüglich PV-Anlagen war Markus Real der Überzeugung, dass es ökonomisch sinnvoller sei, die Wechselrichter-Technologie alltagstauglich weiterzuentwickeln und jedes Haus mit einer eigenen Anlage zu bestücken, also eine dezentrale Solarstromerzeugung aufzubauen. Er trat 1986 mit dem Projekt „Megawatt“, 333 auf einzelnen Gebäuden installierten 3-kW-Dachanlagen, in Zürich den Beweis an. Dafür hatte er ein „3-kW-Standardsystem“ entwickelt, das aus 25 m² PV-Modulen auf dem Dach (120 W/m²), einem Generatoranschlusskasten, einem Wechselrichter und einem Anschluss an den Verteiler- bzw. Zählerkasten im Haus bestand.
Dies war der Anfang einer Bewegung, in deren Zuge auch das 1000-Dächer-Programm der Bundesrepublik Deutschland 1990 aufgelegt wurde. Ziel des Projekts war unter anderem die Entwicklung kompakter vollautomatischer Wechselrichter, deren Funktionsprüfung von Laien vorgenommen werden konnte. Die Firma SMA entwickelte daraufhin bis 1995 mit dem Sunny Boy SWR 700, einen Wechselrichter für als String in Reihe geschaltete Solarmodule bis 1 kWp. Die Weiterentwicklung dieses Konzeptes kompakter PV-Wechselrichter zur Netzeinspeisung führte bis Ende 1996 zum Sunny Boy SWR 1500, einem selbstgeführten, transformatorlosen „String-Wechselrichter“ (ohne galvanische Trennung) mit integrierter Fehlerstromerkennung für Gleich- und Wechselstrom als Schutzkonzept (DIN VDE 0126). Dabei wurde der Wirkungsgrad der Wechselrichter von ursprünglich rund 90 % (1990) auf bis zu 98 % bei transformatorlosen Wechselrichtern erhöht und der Preis pro kW-Ausgangsleistung um rund 50 % verringert. Viele Hersteller von netzgekoppelten Wechselrichtern haben das String-Konzept übernommen.
Ab 1991 wurden mit dem Stromeinspeisungsgesetz die Energieversorger dazu verpflichtet, den Strom der kleinen regenerativen Kraftwerke abzunehmen, und Mitglieder der Arbeitsgruppe für Umwelttechnologie in Pforzheim organisierten die erste Solar-Messe, aus der sich die Intersolar entwickelt hat, die führende internationale Messereihe für die Solarwirtschaft und ihre Partner. Mitte der 1990er Jahre gab Greenpeace, nachdem trotz der Fördermaßnahmen entscheidende Teile der Photovoltaikproduktion aus Deutschland abwanderten, mit einer neuen Studie über Deutschland als Photovoltaik-Standort in diesem Sektor Denkanstöße. Neue Initiativen zur Gründung entsprechender Industriebetriebe gründeten sich, aus denen die Solon AG in Berlin und die Solarfabrik in Freiburg hervorgingen. Später wurde auch die Solarworld AG gegründet und weitere Firmen und Fabriken in diesem Marktsegment entstanden.
In Japan gab es ein 70.000-Dächer-Programm (1994), das im Jahr 2002 bereits 144.000 Dächer erreicht hatte, in den USA das 1.000.000-Dächer-Programm (1997) und in Deutschland nach dem 1.000- das 100.000-Dächer-Programm (2003 wurden ca. 65.000 Dächer erreicht).
Weltweit wurde Mitte 2015 die 200-GW-Marke erreicht. Seit 2014 fallen PV-Anlagen in Europa unter die WEEE-Elektronikrichtlinie (Waste Electrical and Electronic Equipment Directive), wodurch die Hersteller sie am Lebensende zurücknehmen müssen.
Seit 2015 liegen die größten Solarparks der Welt in Asien: 2015 wurde eine Anlage in China in der Nähe der Longyangxia-Talsperre mit 850 MW in Betrieb genommen, 2016 eine in der Tengger-Wüste mit 1547 MW. Seit 2019 befinden sich die größten Anlagen in Indien: 2019 erreichte der Solarpark Pavagada 2050 MW, 2020 der Solarpark Bhadla 2245 MW.

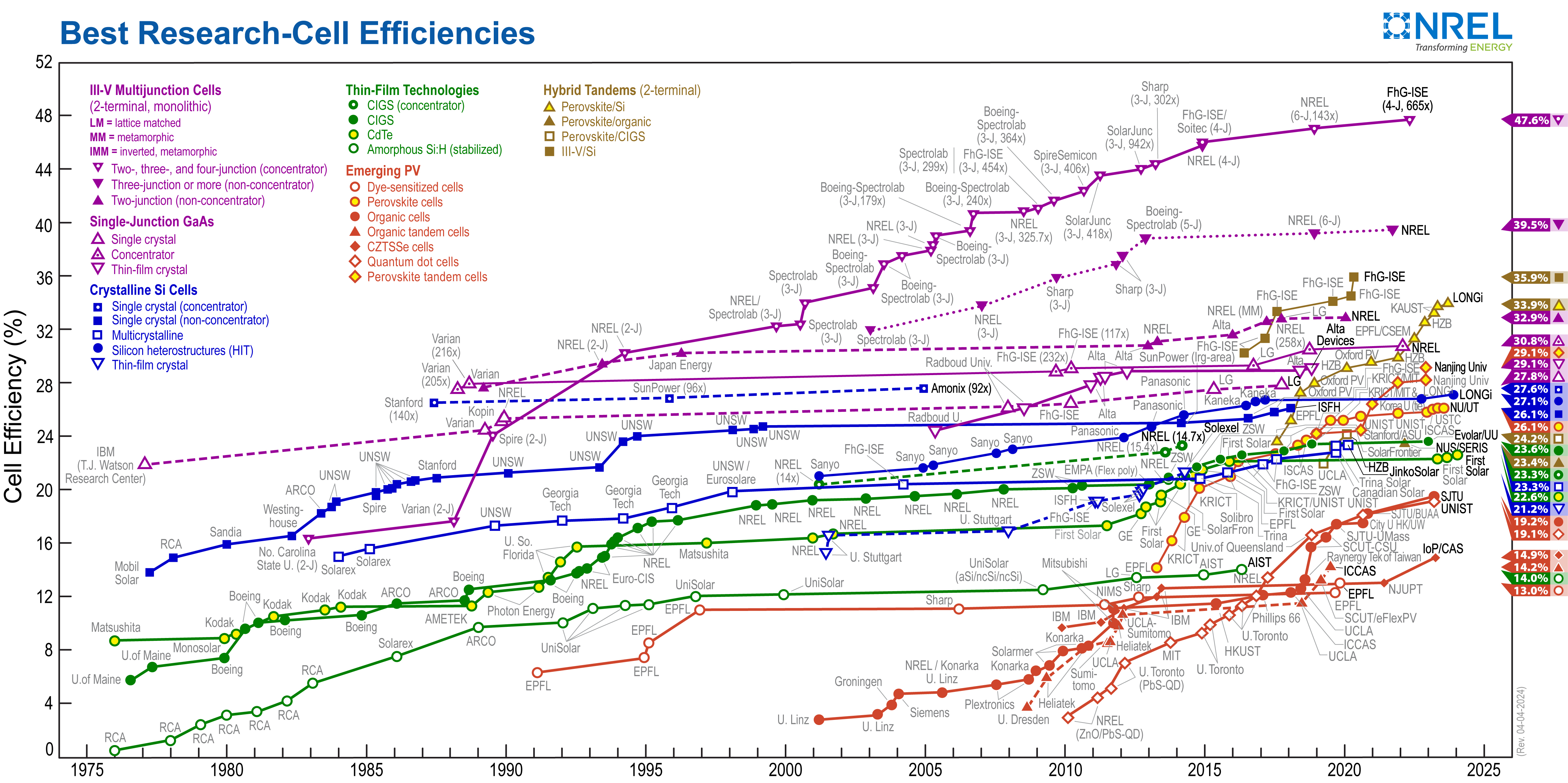
Zertifizierte Umwandlungs-Wirkungsgrade der besten Forschungs-Solarzellen 1976–2025 für verschiedene PV-Technologien
Preisabnahme pro Watt
Semi-log Graph der weltweit installierten Photovoltaikanlagen in Gigawatt seit 1992
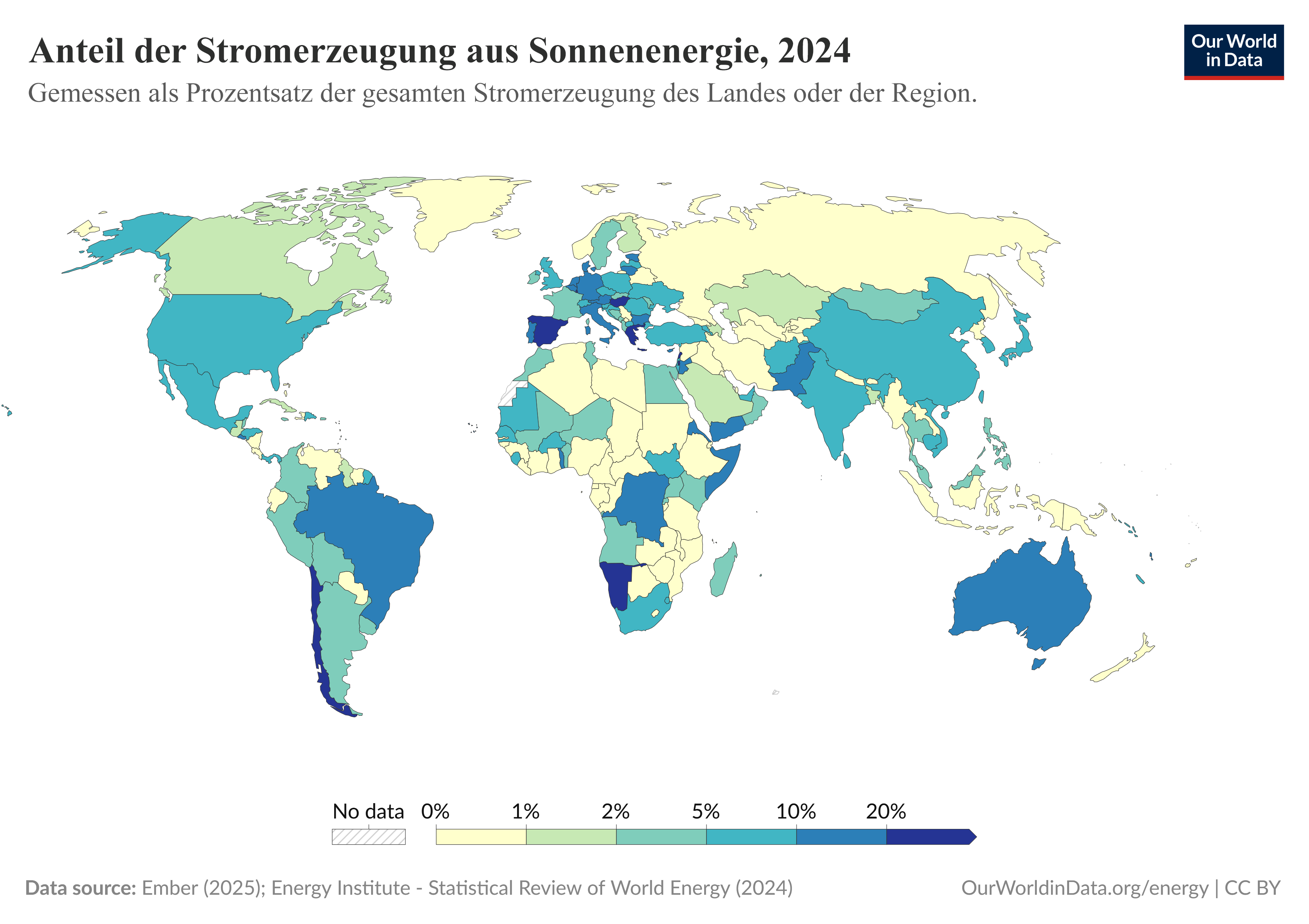
Anteil der Stromerzeugung aus Sonnenenergie
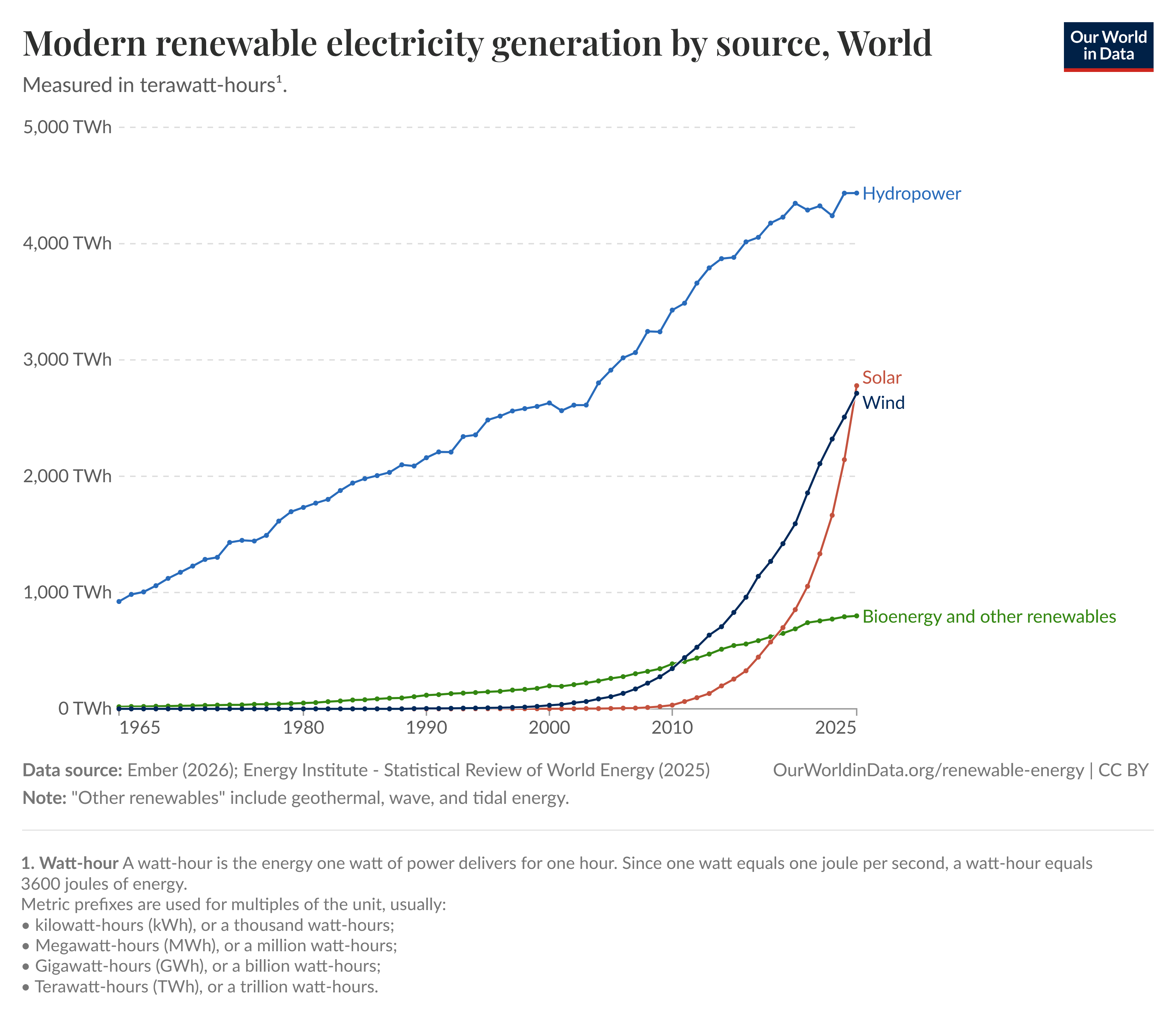
Weltweite erneuerbare Stromerzeugung nach Energiequellen

### Solar-Entwicklung in Deutschland

Installierte Photovoltaikleistung in Deutschland

Die Photovoltaik hat sich in Deutschland zu einer sehr günstigen Form der Stromerzeugung entwickelt.

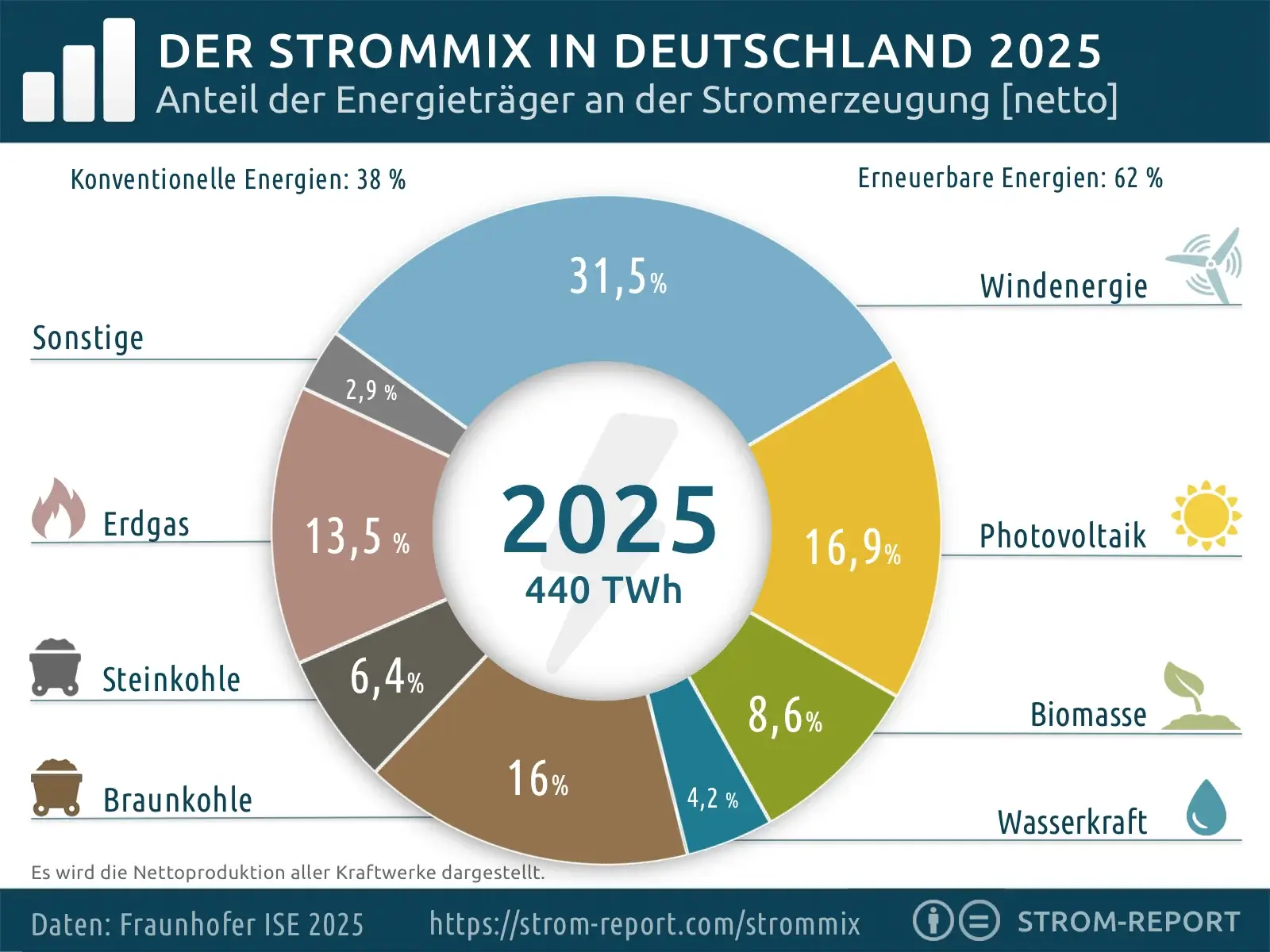
Strommix in Deutschland 2024, Photovoltaikanteil 14,5 % (63,5 TWh)

Mitte der 1970er Jahre baute AEG-Telefunken, Wedel den Bereich Photovoltaik/Solartechnik für terrestrische Anwendungen auf. Basierend auf monokristallinen Silizium-Wafern 50 × 50 mm der Wacker Chemie, Burghausen wurden in Manufaktur ähnlicher Produktion in Glas eingebettete Module gefertigt. Die Glaseinbettung – ähnlich Kfz-Verbundglasscheiben – brachte eine deutlich höhere Langzeitstabilität und Wetterresistenz gegenüber der seinerzeitig üblichen Kunststoffeinbettung, die relativ schnell vergraute. Die elektrischen Verbindungen der Wafer untereinander wurden bereits geschweißt – Stand der Technik war seinerzeit Löten. Innovativ war auch die Wafer-Form: Quadratisch. Sie ermöglichte eine höhere aktive Nettofläche aus höherer Packungsdichte bzw. geringerem Brutto-Flächenbedarf gegenüber runden Wafern, wie sie aus dem Ziehen (runder) Siliziumstäbe Stand der Technik war.
Gegen Ende der 1970er Jahre wurden an Stelle der monokristallinen Wafer 50 × 50 mm (Wirkungsgrad 11,5%) polykristalline Wafer (Wirkungsgrad 9,5%) eingeführt. Bei knapp 10 % geringerem Wirkungsgrad reduzierte sich der Werksabgabepreis der Module hierdurch von ca. 57,00 DM/Watt auf etwa 29,00 DM/Watt. Das Wafer-Grundmaterial musste nicht mehr als einkristalliner Siliziumstab gezogen, sondern konnte aus Granulat-ähnlichem Silizium gepresst werden. Ein weiterer Innovationsschub war Anfang der 1980er Jahre die Vervierfachung der aktiven Wafer-Fläche auf 100 × 100 mm. Reduzierter Handlingsaufwand senkte die Herstellkosten, der Werksabgabepreis reduzierte sich für 10-kW-Systeme auf knapp über 20,00 DM/Watt. Die beiden Fotos zeigen vergleichend beide Technologien.
Bei 4-facher Einzelfläche geben 100 × 100 mm Wafer mit Nennstrom 2,4 A den 4-fachen Strom der 50 × 50 mm Zellen ab. Aus einer auf 25 % verringerter Wafer-Anzahl je Modul reduziert sich die Nennspannung eines gleichflächigen Moduls aus auf ¼. Auf dieser Technik basierend wurde 1983 von AEG-Telefunken eine erste deutsche Großversuchsanlage, das Hybridkraftwerk Pellworm, auf der Nordseeinsel Pellworm mit ca. 300 kW installierter Leistung im Rahmen eines Forschungsobjektes in Betrieb genommen.
Im Rahmen des Solar-Wasserstoff-Projekts Neunburg vorm Wald (SWB-Projekt) hat das Bayernwerk 1986 in Zusammenarbeit mit weiteren Trägern eine PV-Anlage mit 280 kWp installiert. 1988 wurde von der AEG in Kooperation mit der RWE Energie als Betreiber die Photovoltaikanlage Kobern-Gondorf errichtet, die zum Zeitpunkt der Fertigstellung mit einer Spitzenleistung von 340 kWp die größte derartige Anlage in Europa war. Auf diesen Erfahrungen aufbauend installierte die RWE 1991 die Photovoltaik-Freiflächenanlage am Neurather See mit 360 kWp.
Das Erneuerbare-Energien-Gesetz (EEG) – initiiert und als Entwurf vorbereitet von Hans-Josef Fell, Michaele Hustedt, Hermann Scheer und Dietmar Schütz – trat 2000 in Kraft. Es garantierte PV-Anlagenbetreibern feste Einspeisevergütungen und diente vielen anderen Staaten als Vorbild für ähnliche Gesetze. In Deutschland wurden aufgrund der Förderprogramme zunächst viele Kleinanlagen unter 5 kWp installiert. 2005 ging mit dem Solarpark Bavaria mit 6,3 MW der damals größte Solarpark der Welt in Betrieb. 2006 wurde der Titel der größten Anlage vom Solarfeld Erlasee mit 11,4 MW übernommen. Neben Dachanlagen wurden weiterhin auch viele Solarparks mit jeweils einigen MWp errichtet. Zum leistungsstärksten deutschen Park wurde 2010 der Solarpark Finsterwalde mit 41 MW.
Im Jahr 2004 erreichte die gesamte Nennleistung der in Deutschland installierten Photovoltaikanlagen ein Gigawatt, im Jahr 2009 wurde die Grenze von zehn Gigawatt überschritten und Ende 2011 die 25 Gigawatt. Anfang 2020 wurde die 50-Gigawatt-Grenze überschritten. Im Januar 2025 ist die installierte Leistung auf 100 GW angestiegen. Für das Jahr 2024 hat das Fraunhofer-Institut für Solare Energiesysteme einen PV-Anteil am Strommix von 14,5 % (63,5 TWh) an der Stromproduktion von 438 TWh ermittelt.

### Bücher
- John Perlin: Solar Energy, History of. In: Cutler J. Cleveland (Editor-in-Chief): Encyclopedia of Energy. Elsevier Academic Press, Reprint aus dem Jahr 2005, Volume 5, S. 607–622.
- John Perlin: From Space to Earth; The Story of Solar Electricity. First Harvard University Press, Cambridge (Massachusetts) 2002, ISBN 0-674-01013-2.
- John Perlin: Let it Shine: The 6,000-Year Story of Solar Energy. New World Library, Novato (California) 2013, ISBN 978-1-60868-132-7.
- Gregory Nemet: How Solar Energy Became Cheap: A Model for Low-Carbon Innovation. Routledge, 2019, ISBN 978-0-367-13659-8.
- Antonio Luque: Solar cells an optics for photovoltaic concentration. In: The Adam Hilger series on optics and optoelectronics. IOP Publishing Ltd, Bristol/Philadelphia 1989, ISBN 0-85274-106-5.
- Bernward Janzing: Solare Zeiten – Die Karriere der Sonnenenergie. Eine Geschichte von Menschen mit Visionen und Fortschritten der Technik. Picea Verlag, Freiburg 2011, ISBN 978-3-9814265-0-2.
- Norbert L. Brodtmann: Solartechnik: Grenzen u. Möglichkeiten, Wissenschaftliche Verlagsgesellschaft, 1983, ISBN 3-8047-0703-3